# Pirka
Pirka là một đô thị thuộc huyện Graz-Umgebung bang Steiermark, nước Áo. Đô thị Pirka có diện tích 9,43 km², dân số thời điểm cuối năm 2005 là 2969 người.